# Comuna de Baranowo
Baranowo (polaco: Gmina Baranowo) é uma gminy (comuna) na Polónia, na voivodia de Mazóvia e no condado de Ostrołęcki. A sede do condado é a cidade de Baranowo.
De acordo com os censos de 2004, a comuna tem 6771 habitantes, com uma densidade 34,2 hab/km².

## Área
Estende-se por uma área de 198,19 km², incluindo:
- área agricola: 63%
- área florestal: 29%

## Demografia
Dados de 30 de Junho 2004:
|                      | Total   | Total | Mulheres | Mulheres | Homens  | Homens |
| -------------------- | ------- | ----- | -------- | -------- | ------- | ------ |
|                      | pessoas | %     | pessoas  | %        | pessoas | %      |
| População            | 6771    | 100   | 3369     | 49,8     | 3402    | 50,2   |
| Densidade (pop./km²) | 34,2    | 100   | 17       | 17       | 17,2    | 17,2   |

De acordo com dados de 2002, o rendimento médio per capita ascendia a 1363,62 zł.

## Subdivisões
- Adamczycha, Bakuła, Baranowo, Błędowo, Brodowe Łąki, Budne Sowięta, Cierpięta, Czarnotrzew, Dąbrowa, Dłutówka, Gaczyska, Guzowatka, Jastrząbka, Kopaczyska, Kucieje, Lipowy Las, Majki, Majdan, Nowe Czerwińskie, Oborczyska, Orzeł, Ramiona, Rupin, Rycica, Witowy Most, Wola Błędowska, Zawady, Ziomek.

## Comunas vizinhas
- Chorzele, Czarnia, Jednorożec, Kadzidło, Krasnosielc, Lelis, Myszyniec, Olszewo-Borki,